# Joseph Czermak
Joseph Czermak oder Joseph Čermák, selten auch Josef Czermak (* 25. November 1825 in Prag; † 24. Juli 1872 in Graz) war ein böhmischer Psychiater.

## Leben
Czermak war Sohn des Mediziners Johann Conrad Cermak (1797–1843) und studierte Medizin, zunächst ab 1844 an der Universität Prag, dann ab 1845 an der Universität Wien. 1848 promovierte er an der Prager Universität zum Dr. med. Außerdem erlangte er 1848 den Grad eines Magisters obstetrics sowie 1849 den eines Dr. chir. in Prag. Daraufhin erhielt er eine Sekundararztstelle am Allgemeinen Krankenhaus Prag. Dort durchlief er verschiedene Abteilungen, wobei er sein Interesse an der Psychiatrie erkannte. Entsprechend wurde er 1850 zum 2. Sekundararzt an der Prager Irrenanstalt ernannt und er bekam Abteilungen in diesem Bereich übertragen. Um die Irrenanstalten an den Erkenntnissen der Zeit auszurichten, unternahm er 1850 und 1862 ausgedehnte Studienreisen.
Czermak folgte 1855 einem Ruf als Primararzt an die Irrenanstalt in Brünn. Dabei übernahm er Aufgaben bei der Bekämpfung der Choleraepidemie sowie als Gerichtsarzt beim Landesgericht und im Garnisonsspital. Auf Grundlage seiner Erkenntnisse aus der Praxis konzipierte er 1863 eine neue Irrenanstalt. Aufgrund seiner Verdienste wurde er 1869 nach Graz berufen, um dort ebenfalls eine neue Landesirrenanstalt (heute: LKH Graz II Standort Süd) zu konzipieren. Außerdem erhielt er zum 9. August 1870 eine außerordentliche Professur für Psychiatrie an der Universität Graz. Die vollständige Fertigstellung der neuen Grazer Irrenanstalt erlebte er nicht mehr.
Der Historienmaler Jaroslaw Czermak und der Physiologe Johann Nepomuk Czermak waren seine Brüder. Letzterer übernahm die Leitung der Grazer Anstalt. Der Augenarzt Wilhelm Czermak sowie der Physiker Paul Czermak waren seine Söhne und der Ägyptologe Wilhelm Czermak sowie der Gauamtsleiter Hans Czermak seine Enkel.

## Schriften (Auswahl)
- Die mährische Landes-Irrenanstalt bei Brünn, ihre bauliche Einrichtung, Administration, ärztliche Gebahrung und Statistik. Karl Czermak, Wien 1866, (Digitalisat).